# 머치슨곶
머치슨곶(영어: Murchison Promontory)은 캐나다 누나부트 준주에 위치한 곶이다. 또한 머치슨곶은 아메리카와 캐나다 최북단 지역이기도 하다. 북극점에서 1,087 해리 (2,013 km) 떨어져 있다.